# Hemicopha xanthomelaena
Hemicopha xanthomelaena là một loài bướm đêm trong họ Geometridae.